# 阿塔卡马亚毫米望远镜实验
阿塔卡马亚毫米望远镜实验（英語：Atacama Submillimeter Telescope Experiment，ASTE）是由三菱电机制造的10米口径射电望远镜，它是阿塔卡馬大型毫米波/亞毫米波陣列（ALMA）的前原型。 
ASTE部署在查南托峰（Cerro Chajnantor）附近的潘帕拉博拉（Pampa La Bola）和智利北部的拉諾德查南托爾天文台。望远镜具有优异的性能，表面精度的方均根达到19μm。利用卫星连接和互联网可以从多个站点远程控制该望远镜。它由日本国家天文台、东京大学、名古屋大学、大阪府立大学与智利大学合作运营。 